# Sitz im Leben

Le Sitz im Leben (expression allemande signifiant littéralement : « situation dans la vie ») est le milieu culturel, l'arrière-plan social ou le contexte historique dans lesquels une œuvre est produite. Ce concept, forgé par le théologien Hermann Gunkel (1862-1932), est l'un des principaux instruments d'analyse de la Formgeschichte, ou « critique des formes », méthode d'exégèse biblique qui date du XXe siècle.

## Présentation
La Formgeschichte s'attache à décrypter la « préhistoire des petites unités littéraires » qui composent la Bible, en particulier dans le cas des Évangiles synoptiques. Daniel Marguerat souligne que ces formes littéraires ont été « dictées par le milieu de vie communautaire (Sitz im Leben) dans lequel elles s'inscrivaient : catéchèse, culte, débat avec la synagogue, etc. ». Le Sitz im Leben, milieu socio-religieux d'où proviennent les formes littéraires du Nouveau Testament, devient alors un élément déterminant pour étudier la manière dont une tradition orale s'est transformée lors de son passage à l'écrit. Il permet de proposer une herméneutique du Nouveau Testament en fonction du contexte.
Le concept de Sitz im Leben, en opposition au Sitz im Buch, est aussi utilisé dans le cadre des études coraniques. Il permet de décrire le genre littéraire des unités textuelles et le contexte dans lequel ces passages ont été écrits et utilisés,. L'étude de ce contexte pose la difficulté, pour le texte coranique, que ces unités littéraires ont été réunies en un corpus et ont pu voir leur signification et leur utilisation première évoluer en devenant part de ce corpus aux genres variés. "Il s'agit du problème classique du Sitz im Buch, de l'ancrage dans le livre, qui dissimule le Sitz im Leben d'un texte, son ancrage dans la vie, son usage dans une situation socioculturelle concrète". Par exemple, le Sitz im Leben de la sourate 1 a été étudié par P. Neuekirchen qui fait un lien entre le texte et les pratiques liturgiques chrétiennes orientales.
Pour Christopher Tuckett, le Sitz im Leben ne se limite pas aux questions d'exégèse biblique et relève aussi bien de la sociologie en général : « On a fait remarquer que l'expression Sitz im Leben était employée d'une manière spécifique par la critique des formes classique. En réalité, cette expression est d'ordre sociologique en ce qu'elle décrit une situation propre à n'importe quelle communauté . » Ce type de contextualisation peut d'ailleurs soulever des objections.